# Benny E. Andersen
 For alternative betydninger, se Benny Andersen (flertydig). (Se også artikler, som begynder med Benny Andersen)
Benny E. Andersen (født 22. oktober 1934 i Torup, død 9. januar 2007) var en dansk musiker, komponist, skuespiller og teatermand.